# Ultratenuipalpus aberrans
Ultratenuipalpus aberrans är en spindeldjursart som först beskrevs av Elsie Collyer 1973.  Ultratenuipalpus aberrans ingår i släktet Ultratenuipalpus och familjen Tenuipalpidae. Inga underarter finns listade i Catalogue of Life.